# Philip Michael
Philip Michael (Londra, 1982) è un attore britannico.

## Carriera
Philip Michael è conosciuto principalmente per il suo ruolo di Pepper nel film Mamma Mia! e per la soap opera irlandese Fair City nel quale interpreta il ruolo di Joshua Udenze.
Ha studiato arti drammatiche presso l'Italia Conti Academy ed oltre al cinema ed alla televisione, ha anche lavorato in diverse produzioni teatrali.

## Filmografia

### Cinema
- Mamma Mia! (2008)

### Televisione
- Crimewatch (2007) - documentario TV
- Fair City (2005-2007) - serie TV
- Londynczycy (1 episodio, 2008)